# Гринвуд (Луизијана)
Гринвуд (енгл. Greenwood) град је у америчкој савезној држави Луизијана.

## Демографија
По попису из 2010. године број становника је 3.219, што је 761 (31,0%) становника више него 2000. године.
| Група             | 2000.         | 2010.         |
| Белци             | 1.863 (75,8%) | 2.220 (69,0%) |
| Афроамериканци    | 507 (20,6%)   | 803 (24,9%)   |
| Азијати           | 8 (0,3%)      | 16 (0,5%)     |
| Хиспаноамериканци | 44 (1,8%)     | 101 (3,1%)    |
| Укупно            | 2.458         | 3.219         |